# Várting
Várting (dansk vårting) er betegnelsen for de lokale ting (sysselting) på Færøerne fra vikingetiden indtil reformationen. 
Det var underordnede domstole, mens Lagtinget var højesteret. Det er umuligt at sige, hvor mange lokale ting der var oprindeligt, men senere holdtes de seks steder, hvilket svarede til antallet af sysler på Færøerne.
- På Vágar ved Miðvágur.
- På Streymoy ved Kollafjørður.
- På Eysturoy ved Selatrað.
- På Norderøerne i Vágur (nu Klaksvík) på Borðoy.
- På Sandoy i Sandur.
- På Suðuroy i Øravík.

Som navnet antyder, blev várting holdt om foråret. Undertiden holdtes der også høstting, som foregik i den oven for angivne rækkefølge. Vártinget på Vágur begyndte den 1. marts. Bekendtgørelsen om, hvornår disse sysselting skulle holdes, gik fra bygd til bygd og blev efter gammel skik modtaget med megen interesse af beboerne. De kaldtes tingakrossur (jf. tidskriftet med samme navn i 1900-tallet).
Lagmanden eller sysselmanden førte forsædet på disse forsamlinger og sorenskriveren dømte. Hvert várting var repræsenteret ved en løgrættumaður i Lagtinget på Tinganes. På denne tid blev Lagtinget kun holdt på Ólavsøkan, derefter hver måned.